# 3XN

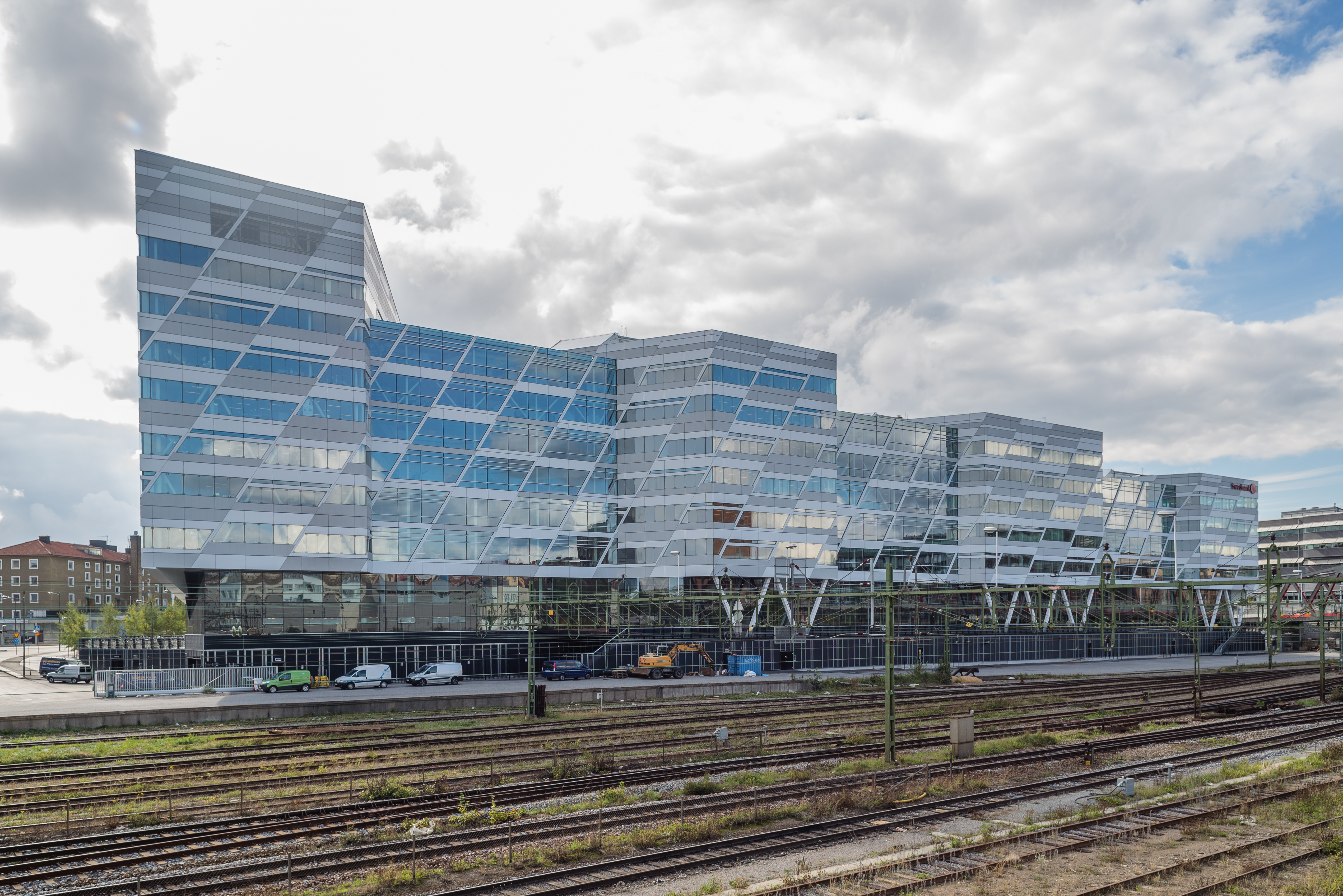
Cirkusängen 6, edificio creata dallo studio 3XN

3XN è uno studio di architettura danese con sede a Copenaghen fondato nel 1986.

## Storia
Lo studio è stato fondato ad Aarhus nel 1986 Kim Herforth Nielsen, Lars Frank Nielsen and Hans Peter Svendler Nielsen.
Attualmente lo studio oltre che con la sua sede principale in Copenaghen è presente anche a Stoccolma, New York, Sydney e Londra.

## Premi
- 1988 Nykredit Architecture Prize[2]
- 1999 Medaglia Eckersberg
- 2005 Premio europeo RIBA per la Sampension[3]
- 2005 MIPIM AR Future Projects Award per City for All Age a Valby, Copenhagen
- 2005 Comitato olimpico internazionale Premio IOC / IAKS per il centro sportivo urbano DGI di Århus
- Miglior nuovo edificio nei Paesi Bassi 2006 per Muziekgebouw[4]
- 2006 Premio ULI Europa per Muziekgebouw[5]
- Premio Dedalo Minosse 2006 per Muziekgebouw[5]
- Premio MIPIM AR Future Projects 2006 (categoria residenziale) per residenze Nordhavnen
- Premio MIPIM AR Future Projects 2006 (categoria office) per Middelfart Savings Bank[6]
- Premio LEAF 2006 per Muziekgebouw[5]
- Premio europeo RIBA 2007 per Alsion[7]
- Premio Forum AiD 2008 per Ørestad College
- 2009 RIBA International Award per Saxo Bank[8]
- 2010 JEC Innovation Award per il padiglione della Louisiana
- 2011 RIBA European Award per Middelfart Savings Bank[9]
- Premio WAF 2012 per l'estensione Rigshospital[10]
- 2013 RIBA EU Award per il Tribunale di Frederiksberg[11]
- 2022  International Highrise Award per la Quay Quarter Tower di Sydnay[12]